# 東京俳優生活協同組合
東京俳優生活協同組合（とうきょうはいゆうせいかつきょうどうくみあい、英: Tokyo Actor's Consumer's Cooperative Society、略称:俳協）は、日本の芸能事務所。日本芸能マネージメント事業者協会・日本声優事業社協議会会員。

## 概要
「相互扶助の精神に基づき、組合員の生活の文化的経済的改善向上を計る」と定款に謳い、芸能界の革新を通じ、芸能界文化の向上に寄与することを目的として設立された、日本で唯一の「俳優の生活協同組合」である。
本部は東京都渋谷区千駄ヶ谷5丁目11番13号にあり、東京都新宿区上落合1丁目17番9号に事業所を置く。出資金は3295万7千円（2005年3月現在）。理事長は朝田孝二（2018年6月現在）。社名の英語表記のアクロニムと所在地にちなみ「TACCS1179」とも呼ばれる事業所には俳協演劇研究所、俳協ボイスアクターズスタジオが置かれ俳優や声優などの育成を行っている他、劇場も運営している。
会社ではなく俳優とマネージャーが出資し共同で運営する生活協同組合であり、所属する俳優とマネジメントスタッフの組合員が、1人1票で選挙で選出した理事によって運営する「民主主義的運営」が特徴である。

## 沿革
1960年5月、外画の輸入と日本語吹き替え版制作を行っていた太平洋テレビの芸能部のスタッフと俳優たちが労働問題から独立してタレント&マネージャークラブTMCを四谷に設立し、同年5月に俳協となる。
1972年に映画・演劇コースの2年間の付属養成所を開設して、俳優の育成事業を開始した。
1981年にNHKプロモートサービス（現・NHKプロモーション）と業務提携してマネージメントオフィスのNPSテアトルを設立
1983年には、舞台公演部門を「劇団俳協」の名称でミュージカル専門の劇団としても発足させた。
1984年に声優サマースクールを定員75名で募集したところ105名が集まったことをきっかけに、1985年から付属養成所に1年の声優コースを設置した。
2006年2月に、設立45周年記念イベント「Party Live!」を開催した。

## 所属俳優・声優 ・ナレーター・DJ

### 男性

#### あ行
- 相川冬也
- 相川由冴
- 青柳文太郎
- 赤間志有
- 浅川聡
- 浅田隆太
- 安里凌
- 阿部渡
- 荒井亮裕
- 新居祐一
- 井口祐一
- 池田秀一
- 池田憲之
- 池田勝
- 石井喜光
- 石丸純
- いずみ尚
- 市川勉
- 伊藤有人
- 伊藤圭太
- 井上智博
- 今井耕二
- 今村卓博
- 岩尾万太郎
- 岩瀬善太郎
- 内田文吾
- 内田夕夜
- 江越彬紀
- 衞藤将展
- 海老塚久蔵
- 大下昌之
- 大谷典之
- 大塚達矢
- 大野海夏太
- 大峰順二
- 大村涼
- 岡部悟
- 奥山直久
- 小田浩幹
- 小寺大介
- 小野口大気
- 小野田英一
- 小原友太

#### か行
- 皆藤眞紀夫
- 笠間淳
- 梶原岳人
- 金井節
- 金子誠
- 狩野翔
- 仮屋昌伸
- 菊地飛鳥
- 岸本功
- 北大輔
- 北口聖
- 北沢力
- 北原隆
- 喜山茂雄
- 久保田竜一
- 熊谷健太郎
- 暮林修
- 黒岩拓朗
- 小池敏之
- 郷田翼
- 古賀慶太
- 小谷公一郎
- 小谷津央典
- 小柳良寛
- 郷寛樹

#### さ行
- 斎藤晃一
- 斎藤卓
- 細目昌宏
- 坂口拓弥
- 坂下拓郎
- しおつかこうへい
- 汐谷文康
- 志賀麻登佳
- 重松千晴
- 篠田薫
- 篠原まさのり
- 柴山直也
- 渋谷慧
- 島田岳洋
- 眞水徳一
- 清水秀光
- 新堂陽斗
- 菅原孝仁
- 鈴木健太郎
- 鈴木浩之
- 須藤英司
- 須藤夢斗
- 諏訪部順一
- 関根正明

#### た行
- 高橋和久
- 高橋大輔
- 滝谷将太
- 滝野洋平
- たくみ靖明
- 武虎
- 武政直也
- 田中健大
- 田中進太郎
- 田村昌彦
- 丹葉裕斗
- 千葉茂
- チョー
- 津田英三
- DJ.ナイク
- 出先拓也
- 遠近孝一
- 土岐頼知
- 鳥居和真

#### な行
- 中澤まさとも
- 中田博之
- 中野泰佑
- 成田隆弘
- 難波優馬
- 西田雅一
- 西村江太郎
- 野瀬育二
- 野田快音
- 野村能由
- 野村憲仁

#### は行
- 長谷川裕貴
- 初村健矢
- 原口大平
- バッキー木場
- 日暮哲也
- 平井誠一
- 平川正三
- 福島英絋
- 福島孝広
- 二又一成
- 降旗雄司
- 古島清孝
- 堀田智之

#### ま行
- 増澤隼
- 増田晋
- 松田拓哉
- 松本義一
- 松本健太
- 松本章太郎
- 松本大
- 丸山拓真
- 水口博史
- 三田村慎
- 三村直司
- 宮崎遊
- 村上龍太郎
- 村山明
- 森篤夫
- 森下人

#### や行
- 八神徳幸
- 安田敬一郎
- 矢田海渡
- 山岸功
- 山岸治雄
- 山口智広
- 山口恵
- 山中一徳
- 山本寛
- 横尾三郎
- 横川集人
- 吉高聡
- 吉盛俊平

#### わ行
- ワイルドン中村
- 若園尚哉
- 渡辺裕史
- 綿貫友哉

### 女性

#### あ行
- 阿井りんな
- 蒼井里紗
- 青島楓
- 青山優子
- 秋津有希
- あさぎの瑶子
- 浅野真帆
- 芦原桐子
- 東美江
- 阿部光子
- 荒川美穂
- 有澤静音
- 杏寺円花
- 飯村美樹
- 五十嵐美鈴
- 五十嵐由佳
- 池田昌子
- 石川綾乃
- 石川静
- 石川美樹
- 石原綾乃
- 磯崎美穂
- 板垣果那
- 市川真理子
- 一倉明日都
- 井波ゆき子
- 伊吹茅紘
- 今泉葉子
- 今渕仁音
- 岩戸瞳
- 上田晴美
- 内海祐紀
- 梅澤めぐ
- 占い天使オッティモちゃん
- えいり未知
- 大石洋子
- 大出あゆみ
- 大島由莉子
- 大原さやか
- 大原穣子
- 岡田和子
- 岡本芳子
- 岡本りか
- 緒方智美
- 奥村そら
- 小野寺志織

#### か行
- 桂玲子
- 加藤佳代
- 金子ちえ
- 佳穂成美
- 河井春香
- 川﨑芽衣子
- かわのりょうこ
- 河村梨恵
- 菅叶和
- 木内亜希子
- 北方李奈
- 木滑華子
- 木村珠莉
- 京田尚子
- 九川由梨奈
- 熊崎友香
- 来栖りん
- 慶長佑香
- 小泉まき
- 高坂真琴
- 小金澤篤子
- こづかみと
- 小日向えり
- 小森結梨
- 金野恵子
- 後藤真里奈

#### さ行
- 西條久美子
- 斉藤百香
- 酒井万里子
- 酒井美紀
- 櫻弥恵
- 桜木可奈子
- 佐々木智代
- 咲々木瞳
- 佐竹海莉
- 佐藤もとこ
- 佐藤利奈
- 里中海奈
- 沢田澄代
- 沢田敏子
- 沢柳廸子
- 紫月杏朱彩
- 品田美穂
- 清水杏奈
- 清水由紀
- 城咲名津
- 菅原ゆう子
- 杉本ゆう
- 直田姫奈
- 鈴木絵理
- 須能千裕
- 清和祐子
- 反町有里

#### た行
- 太地琴恵
- 田尾匠子
- 高田美羽
- 高橋夏生
- 髙橋ミナミ
- 高橋若葉
- 田口宏子
- 竹内里奈
- 竹本かすみ
- 田澤さやか
- 田澤茉純
- 橘里咲
- 舘形祐子
- 田中恵美
- 谷口恵美
- 谷村慶子
- 種﨑敦美
- 田野めぐみ
- 田村奈央
- 塚田若乃
- 津木晃子
- 月城日花
- 津島瑞穂
- 椿ゆきの
- つるたきみこ
- 寺澤美央
- 冨永みーな

#### な行
- 中里望
- 中澤ミナ
- 中島沙樹
- 中村英香
- 中村啓子
- 長島菜々子
- 長島裕子
- 永峰遙
- 並木優子
- 奈良望美
- 野木奏

#### は行
- 萩原えみこ
- 橋谷智子
- 橋本芽依
- はせがわようこ
- 花岩香奈
- 原真名美
- 原嶋あかり
- 久末絹代
- 平井友梨
- 平田栞莉
- 平辻朝子
- 福浦麻子
- 藤絹代
- 藤波京子
- 星谷美緒
- 洪英姫
- 本庄和子
- 本多郁子
- ほんだりんこ

#### ま行
- 舞原るみ香
- 松浪志保
- 松丸智子
- まりな
- 三角えり奈
- 水篠みう
- 水野朔
- 水原英里
- 溝口順子
- 三本和佳奈
- 皆川純子
- 湊みや
- 宮下早紀
- 宮崎珠子
- 宮近美涼
- 深雪さなえ
- むたあきこ
- 武藤香奈
- 村井かずさ
- 村中知
- 望月ひとみ
- 百瀬帆南
- 森麻衣
- 森下来奈
- 守屋亨香
- 茂呂田かおる

#### や行
- 矢澤喜代美
- 矢治美由紀
- 柳沢真由美
- 矢野泰子
- 山川琴美
- 山崎真理恵
- 山崎倫子
- 山村響
- 山本祥代
- 夕城千佳
- 横田ひろみ
- 吉井花子
- 吉川彰乃
- 吉田美穂
- 由口貴絵

#### わ行
- 和氣あず未
- 脇坂京子

## 所属声優の主な出演作品

### 東映特撮
- 超人バロム・1
- 人造人間キカイダー
  - キカイダー01
- イナズマン
  - イナズマンF
- スーパー戦隊シリーズ[注釈 1]
- ぐるぐるメダマン
- 東映不思議コメディーシリーズ
- メタルヒーローシリーズ[注釈 2]
- 星雲仮面マシンマン
- 仮面ライダーBLACK
  - 仮面ライダーBLACK RX

### 東映以外の特撮作品
- ウルトラシリーズ
  - ウルトラQ
  - ウルトラマン
  - ウルトラマンタロウ
  - ウルトラマンレオ
  - ウルトラマンG
  - ウルトラマンダイナ
  - ウルトラマンネオス
  - ウルトラQ dark fantasy
  - ウルトラマンメビウス
  - ウルトラゾーン
  - ウルトラマンギンガ スパークドールズ劇場
- ピー・プロダクション作品[注釈 3]
- サンダーマスク[注釈 4]
- アイアンキング
- スーパーロボット　レッドバロン
- 流星人間ゾーン
- UFO大戦争 戦え! レッドタイガー
- 超星神シリーズ[注釈 5]

### アニメ
- 狼少年ケン
- 宇宙パトロールホッパ
- 海賊王子
- おそ松くん（第1作）
- あしたのジョー
- アストロガンガー
- アンデス少年ペペロの冒険
- ドン・チャック物語（2期以降）
- グロイザーX
- 合身戦隊メカンダーロボ[注釈 6]
- まんが猿飛佐助
- スーキャット
- フリテンくん
- まんが水戸黄門
- キャプテン翼（第1作目）
- 超攻速ガルビオン
- らんぽう
- シティーハンター（第1作）
- 西洋骨董洋菓子店 〜アンティーク〜
- めだかボックス（第1・2作）

### 青二プロと折半
- 海のトリトン
- 無敵超人ザンボット3
- 無敵鋼人ダイターン3
- 機動戦士ガンダム[注釈 7]
- くじらのホセフィーナ
- ずっこけナイトドンデラマンチャ
- 宇宙戦士バルディオス
- 亜空大作戦スラングル

### テアトル・エコーと折半
- ウルトラセブン
- 宇宙鉄人キョーダイン
- まんが宇宙大作戦
- 忍風カムイ外伝

### 青二プロ、テアトル・エコーと折半
- アクマイザー3
- UFO戦士ダイアポロン
- 氷河戦士ガイスラッガー
- ルパン三世シリーズ
- ドラえもんシリーズ
- 愛の戦士レインボーマン（1982年のテレビアニメ）

## 俳協が起点となった声優プロダクション
- 東京アーチストプロ（T・A・P）（独立年不明）
- 同人舎プロダクション（1965年）
- 青二プロダクション（1969年）
- 福多事務所（独立年不明）
- 江崎プロダクション（現・マウスプロモーション）（1974年）
- ムーブマン（1977年）
- アーツビジョン（1984年）
- 大沢事務所（1984年）
- アクセント（1987年）
- シグマ・セブン（1988年）
- ばらーた企画・東演（1988年）
- ゆーりんプロ（1988年）
- オフィス・キュー （1994年）
- TABプロダクション（1996年）
- ベルベットオフィス（1999年）
- アトミックモンキー（2000年）
- アクロスエンタテインメント（2008年）
- ガジェットリンク（2009年）